# Łapinóż
Łapinóż is een plaats in het Poolse district  Brodnicki, woiwodschap Koejavië-Pommeren. De plaats maakt deel uit van de gemeente Osiek en telt 230 inwoners.